# Dasyhelea bihamata
Dasyhelea bihamata är en tvåvingeart som beskrevs av Jean-Jacques Kieffer 1923. Dasyhelea bihamata ingår i släktet Dasyhelea och familjen svidknott.
Artens utbredningsområde är Algeriet. Inga underarter finns listade i Catalogue of Life.